# La Peur au ventre (film, 1955)
Pour les articles homonymes, voir La Peur au ventre.
Pour plus de détails, voir Fiche technique et Distribution.
La Peur au ventre (titre original : I Died a Thousand Times) est un film américain réalisé par Stuart Heisler, sorti en 1955.

## Synopsis
Roy Earle vient de purger huit ans de prison, et dès sa sortie, prépare un nouveau hold-up. Il rencontre Marie qui devient sa maitresse et sa complice. Le hold-up est raté, la police va les poursuivre.

## Fiche technique
- Titre original : I Died a Thousand Times
- Titre français : La Peur au ventre
- Réalisation : Stuart Heisler
- Scénario : W. R. Burnett (d'après son propre roman)
- Photographie : Ted D. McCord et Edwin B. DuPar (seconde équipe)
- Montage : Clarence Kolster
- Musique : David Buttolph
- Décors : William L. Kuehl
- Costumes : Moss Mabry
- Producteur : Willis Goldbeck
- Société de production : Warner Bros.
- Société de distribution : Warner Bros.
- Pays de production :  États-Unis
- Langue : anglais
- Format : couleur - 35 mm - 2,55:1 - son mono
- Genre : film noir
- Durée : 95 minutes (1 h 35)
- Dates de sortie : 
  - États-Unis : 9 novembre 1955
  - France : 3 février 1956

## Distribution
- Jack Palance (VF : Claude Bertrand) : Roy Earle / Roy Collins
- Shelley Winters (VF : Jacqueline Ferrière) : Marie Garson
- Lori Nelson (VF : Sophie Leclair) : Velma (Françoise en VF)
- Lee Marvin (VF : Pierre Leproux) : Babe Kossuck
- Pedro Gonzalez Gonzalez (VF : Serge Lhorca) : Chico
- Lon Chaney Jr. (VF : Jean Clarieux) : Big Mac
- Earl Holliman (VF : Marc Cassot) : Red
- Perry Lopez (VF : Michel François) : Louis Mendoza
- Richard Davalos (VF : Michel Gudin) : Lon Preisser
- Howard St. John (VF : René Blancard) : Doc Banton
- Olive Carey (VF : Cécile Didier) : Ma Goodhue
- Ralph Moody (VF : Georges Chamarat) : Pa Goodhue
- James Millican (VF : Robert Ancelin) : Jack Kranmer (Kramer en VF)
- Bill Kennedy (VF : Pierre Morin) : le shérif

Acteurs non crédités
- Mae Clarke (VF : Lita Recio) : Mabel Baughman
- Myrna Fahey : Margie
- Dennis Hopper : Joe
- Hugh Sanders (VF : Émile Duard) : M. Baughman
- Herb Vigran (VF : Robert Dalban) : Art (Arthur en VF)
- Dub Taylor (VF : Serge Nadaud) : Ed
- Howard Hoffman (VF : Raymond Destac) : le pêcheur
- David McMahon (VF : Jean Daurand) : le gérant du parc automobile
- Robert B. Williams : Ned
- Nesdon Booth (VF : Émile Drain) : Tom, le shérif adjoint agressé chez Ned
- John Daheim (VF : Marcel Lestan) : Holden, un motard de la Police
- Charles Watts (VF : Lucien Bryonne) : un témoin de l'accident

## Autour du film
- Bien que W. R. Burnett soit crédité pour le scénario adapté de son roman High Sierra, il s'agit ici d'un remake plan par plan du film La Grande Évasion (High Sierra), réalisé par Raoul Walsh en 1941.